# 外囊菌目
外囊菌目（学名：Taphrinales）是外囊菌纲下的一个目。

## 下属分类
本目包括以下科：
- 原子囊科 Protomycetaceae
- 外囊菌科 Taphrinaceae

目和科的地位未定的属：
- Savitreella 
  - Savitreella phatthalungensis Nutaratat, Boontham & Khunnamw. 2022[2]